# Wanted: Dead or Alive (televisieserie)

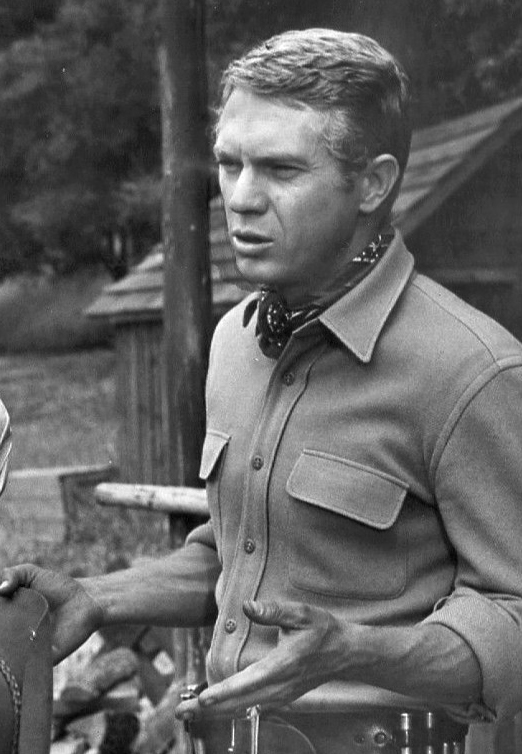
Steve McQueen in Wanted: Dead or Alive (1959)

Wanted: Dead or Alive was een Amerikaanse westernserie met in de hoofdrol Steve McQueen als premiejager Josh Randal. De serie werd in Amerika uitgezonden door CBS van 6 september 1958 tot en met 29 maart 1961; drie seizoenen ofwel 94 afleveringen.

## Verhaal
Josh Randall is een veteraan van de Amerikaanse Burgeroorlog en premiejager met het hart op de juiste plaats. Hij schenkt zijn inkomsten vaak aan behoeftigen en helpt zijn gevangenen als ze ten onrechte zijn beschuldigd.
Hoewel Randall een premiejager is, vangt hij niet alleen gezochte criminelen. Hij beslecht ook een familievete, bevrijdt onterecht gevangengenomen of veroordeelde mannen, helpt een slachtoffer met geheugenverlies zijn geheugen terug te krijgen en spoort vermiste echtgenoten, vaders, zonen en dochters en zelfs de Kerstman op. Deze verscheidenheid, evenals zijn streven naar rechtvaardigheid en niet alleen geld, droegen bij aan de aantrekkingskracht en populariteit van de serie.